# Campionato europeo maschile di pallavolo 1993
Il XVIII campionato europeo maschile di pallavolo si svolse a Oulu e Turku, in Finlandia, dal 4 al 12 settembre 1993. Al torneo parteciparono 12 squadre nazionali europee e la vittoria finale andò per la seconda volta all'Italia.

## Qualificazioni
Al campionato europeo partecipano la nazionale del paese ospitante, le prime 7 squadre classificate nel campionato del 1991 (in questo caso dopo il ritiro della Jugoslavia, giunta sesta, partecipa la Francia, nona classificata, in quanto l'ottava era la Finlandia, già qualificata di diritto come ospitante la competizione) e 4 squadre provenienti dai gironi di qualificazione.

### Squadre già qualificate
- Finlandia (Paese ospitante)
- Russia (1º posto nel campionato europeo 1991)
- Italia (2º posto nel campionato europeo 1991)
- Paesi Bassi (3º posto nel campionato europeo 1991)
- Germania (4º posto nel campionato europeo 1991)
- Bulgaria (5º posto nel campionato europeo 1991)
- Polonia (7º posto nel campionato europeo 1991)
- Francia (9º posto nel campionato europeo 1991)

### Gironi di qualificazione
| Girone A                 | Girone B                 | Girone C                  | Girone D                |
| ------------------------ | ------------------------ | ------------------------- | ----------------------- |
| Cecoslovacchia           | Spagna                   | Ucraina                   | Svezia                  |
| Lettonia Turchia Austria | Grecia Ungheria Svizzera | Romania Danimarca Israele | Belgio Croazia Norvegia |

## Squadre partecipanti
| - Bulgaria - Cecoslovacchia - Finlandia - Francia - Germania - Italia | - Paesi Bassi - Polonia - Russia - Spagna - Svezia - Ucraina |

## Gironi
| Gruppo A                                                  | Gruppo B                                         |
| --------------------------------------------------------- | ------------------------------------------------ |
| Bulgaria Cecoslovacchia Francia Italia Paesi Bassi Svezia | Finlandia Germania Polonia Russia Spagna Ucraina |

## Fase finale

### Finali 5º e 7º posto - Turku
|  | Semifinali 5º/8º posto | Semifinali 5º/8º posto | Semifinali 5º/8º posto |         |          | Finale 5º/6º posto | Finale 5º/6º posto | Finale 5º/6º posto |  |
|  |                        |                        |                        |         |          |                    |                    |                    |  |
|  | Bulgaria               | Bulgaria               | 3                      |         |          |                    |                    |                    |  |
|  | Bulgaria               | Bulgaria               | 3                      |         |          |                    |                    |                    |  |
|  | Polonia                | Polonia                | 1                      |         |          |                    |                    |                    |  |
|  | Polonia                | Polonia                | 1                      |         | Bulgaria | Bulgaria           | 3                  |                    |  |
|  |                        |                        |                        |         | Bulgaria | Bulgaria           | 3                  |                    |  |
|  |                        |                        | Ucraina                | Ucraina | 2        |                    |                    |                    |  |
|  | Ucraina                | Ucraina                | Ucraina                | Ucraina | 2        | 3                  |                    |                    |  |
|  | Ucraina                | Ucraina                |                        |         |          | 3                  |                    |                    |  |
|  | Cecoslovacchia         | Cecoslovacchia         | 0                      |         |          | Finale 7º/8º posto | Finale 7º/8º posto | Finale 7º/8º posto |  |
|  | Cecoslovacchia         | Cecoslovacchia         | 0                      |         |          |                    |                    |                    |  |
|  |                        |                        |                        |         |          |                    |                    |                    |  |
|  |                        |                        |                        |         |          | Polonia            | Polonia            | 3                  |  |
|  |                        |                        |                        |         |          | Polonia            | Polonia            | 3                  |  |
|  |                        |                        |                        |         |          | Cecoslovacchia     | Cecoslovacchia     | 1                  |  |

### Finali 1º e 3º posto - Turku
|  | Semifinali  | Semifinali  | Semifinali  |             |        | Finale          | Finale          | Finale          |  |
|  |             |             |             |             |        |                 |                 |                 |  |
|  | Italia      | Italia      | 3           |             |        |                 |                 |                 |  |
|  | Italia      | Italia      | 3           |             |        |                 |                 |                 |  |
|  | Germania    | Germania    | 0           |             |        |                 |                 |                 |  |
|  | Germania    | Germania    | 0           |             | Italia | Italia          | 3               |                 |  |
|  |             |             |             |             | Italia | Italia          | 3               |                 |  |
|  |             |             | Paesi Bassi | Paesi Bassi | 2      |                 |                 |                 |  |
|  | Paesi Bassi | Paesi Bassi | Paesi Bassi | Paesi Bassi | 2      | 3               |                 |                 |  |
|  | Paesi Bassi | Paesi Bassi |             |             |        | 3               |                 |                 |  |
|  | Russia      | Russia      | 0           |             |        | Finale 3º posto | Finale 3º posto | Finale 3º posto |  |
|  | Russia      | Russia      | 0           |             |        |                 |                 |                 |  |
|  |             |             |             |             |        |                 |                 |                 |  |
|  |             |             |             |             |        | Russia          | Russia          | 3               |  |
|  |             |             |             |             |        | Russia          | Russia          | 3               |  |
|  |             |             |             |             |        | Germania        | Germania        | 1               |  |

## Classifica finale
| Classifica | Squadre        | Qualificazione                                     |
| ---------- | -------------- | -------------------------------------------------- |
|            | Italia         | Grand Champions Cup 1993 - Campionato europeo 1995 |
|            | Paesi Bassi    | Mondiali 1994 - Campionato europeo 1995            |
|            | Russia         | Campionato europeo 1995                            |
| 4          | Germania       | Campionato europeo 1995                            |
| 5          | Bulgaria       | Campionato europeo 1995                            |
| 6          | Ucraina        | Campionato europeo 1995                            |
| 7          | Polonia        | Campionato europeo 1995                            |
| 8          | Cecoslovacchia |                                                    |
| 9          | Francia        |                                                    |
| 10         | Finlandia      |                                                    |
| 11         | Spagna         |                                                    |
| 12         | Svezia         |                                                    |